# Kanton Tarbes-3
Der Kanton Tarbes-3 ist seit 1973 ein französischer Wahlkreis im Arrondissement Tarbes im Département Hautes-Pyrénées in der Region Okzitanien.
Der Kanton besteht aus dem südwestlichen Teil der Stadt Tarbes mit insgesamt 15.671 Einwohnern (Stand: 2022):

## Politik
Im 1. Wahlgang am 22. März 2015 erreichte keines der fünf Kandidatenpaare die absolute Mehrheit. Bei der Stichwahl am 29. März 2015 gewann das Gespann Laurence Ancien (DVD)/David Larrazabal (LR) gegen Michèle Pham-Baranne/Michaël Pinault (beide PS) mit einem Stimmenanteil von 50,38 % (Wahlbeteiligung: 45,76  %).
| Vertreter im Departementrat des Départements | Vertreter im Departementrat des Départements | Vertreter im Departementrat des Départements |
| Amtszeit                                     | Name                                         | Partei                                       |
| -------------------------------------------- | -------------------------------------------- | -------------------------------------------- |
| 2015–                                        | Laurence Ancien David Larrazabal             | DVD LR                                       |